# Nullotitan
Nullotitan („Nullův titán“, podle paleontologa Francisca Nulla) byl rod sauropodního býložravého dinosaura z kladu Lithostrotia, který žil v období svrchní křídy (geologický stupeň kampán až maastricht) na území dnešní Patagonie v Argentině (provincie Santa Cruz, nedaleko města El Calafate). Podle předběžných odhadů dosahoval tento sauropod délky kolem 25 metrů, jednalo se tedy o značně velkého živočicha.

## Historie
Fosilie dinosaura byly objeveny v sedimentech souvrství Chorrillo a formálně popsány v prosinci roku 2019. Spolu s druhem N. glacialis byl popsán také nový ornitopod rodu Isasicursor.